# Associazione Calcio Novara 1952-1953
Questa voce raccoglie le informazioni riguardanti l'Associazione Calcio Novara nelle competizioni ufficiali della stagione 1952-1953.

## Stagione
Nella stagione 1952-1953 il Novara disputò il nono campionato di Serie A della sua storia.

## Divise
Al centro è riportato lo stemma di Novara.
| 1ª divisa | 2ª divisa |

## Rosa
| N. |                   | Ruolo | Calciatore              |
| -- | ----------------- | ----- | ----------------------- |
|    | Italia (bandiera) | P     | Carlo Alberto Cernuschi |
|    | Italia (bandiera) | P     | Ivano Corghi            |
|    | Italia (bandiera) | P     | Celestino Russova       |
|    | Italia (bandiera) | D     | Battista Corbani        |
|    | Italia (bandiera) | D     | Rino De Togni           |
|    | Italia (bandiera) | D     | Giuseppe Della Frera    |
|    | Italia (bandiera) | D     | Giuseppe Mainardi       |
|    | Italia (bandiera) | D     | Luigi Molina            |
|    | Italia (bandiera) | D     | Libero Padulazzi        |
|    | Italia (bandiera) | D     | Piero Pombia            |
|    | Italia (bandiera) | C     | Ambrogio Baira          |
|    | Italia (bandiera) | C     | Stelvio Della Casa      |

| N. |                     | Ruolo | Calciatore         |
| -- | ------------------- | ----- | ------------------ |
|    | Italia (bandiera)   | C     | Silvio Feccia      |
|    | Germania (bandiera) | C     | Ludwig Janda       |
|    | Italia (bandiera)   | C     | Renato Miglioli    |
|    | Italia (bandiera)   | C     | Roberto Passarin   |
|    | Italia (bandiera)   | C     | Carlo Piccioni     |
|    | Svezia (bandiera)   | C     | Kjell Rosén        |
|    | Italia (bandiera)   | A     | Lanfranco Alberico |
|    | Italia (bandiera)   | A     | Ernesto Giraudo    |
|    | Italia (bandiera)   | A     | Silvio Piola       |
|    | Italia (bandiera)   | A     | Umberto Renica     |
|    | Italia (bandiera)   | A     | Marco Savioni      |

## Risultati

### Serie A

#### Girone di andata
| Arbitro: | Orlandini (Roma) |

|                        |           |  |
| Pedroni 47’ Burini 88’ | Marcatori |  |

| Arbitro: | Agnolin (Bassano del Grappa) |

|                        |           |                        |
| Miglioli 14’ Piola 17’ | Marcatori | 9’ Larsen 82’ Bredesen |

| Arbitro: | Rigato (Mestre) |

|            |           |  |
| Mariani 4’ | Marcatori |  |

| Arbitro: | Orlandini (Roma) |

|                               |           |                 |
| Piola 35’ (rig.) Piccioni 78’ | Marcatori | 66’ Bergamaschi |

| Arbitro: | Cartei (Firenze) |

|                                              |           |                  |
| Gianmarinaro 26’ Balbiano 29’, 64’ Buhtz 82’ | Marcatori | 35’ (rig.) Piola |

| Arbitro: | Tassini (Verona) |

|              |           |              |
| Piccioni 40’ | Marcatori | 1’ Rasmussen |

| Arbitro: | Carpani (Milano) |

|                         |           |              |
| Mozzambani 20’ Moro 40’ | Marcatori | 88’ Piccioni |

| Arbitro: | Valsecchi (Milano) |

|                             |           |                            |
| Savioni 3’ Baira 79’ (rig.) | Marcatori | 40’ (rig.) Mike 69’ Randon |

| Arbitro: | Massai (Pisa) |

|  |           |                                                           |
|  | Marcatori | 12’, 78’ J. Hansen 27’, 34’, 75’ Vivolo 30’ (aut.) Feccia |

| Arbitro: | Marchetti (Milano) |

|                   |           |  |
| Sørensen 65’, 72’ | Marcatori |  |

| Arbitro: | Massai (Pisa) |

|                         |           |                            |
| Astorri 11’ Pesaola 57’ | Marcatori | 9’, 65’ Savioni 22’ Renica |

| Novara 7 dicembre 1952 | Novara           | 0 – 0 | SPAL | Stadio Comunale\| Arbitro: \| Orlandini (Roma) \| |
| Arbitro:               | Orlandini (Roma) |       |      |                                                   |

| Arbitro: | Jonni (Macerata) |

|                       |           |                  |
| Bettini 39’ Şükrü 68’ | Marcatori | 65’ (rig.) Piola |

| Arbitro: | Pieri (Trieste) |

|                |           |                           |
| Janda 39’, 56’ | Marcatori | 6’ Ciccarelli 72’ Rebuzzi |

| Arbitro: | Marchese (Frattamaggiore) |

|              |           |             |
| Bassetto 83’ | Marcatori | 14’ Savioni |

| Arbitro: | Tassini (Verona) |

|                                                    |           |                    |
| Galli 17’ Sandqvist 19’ Pandolfini 42’ (rig.), 44’ | Marcatori | 70’ (rig.) Savioni |

| Arbitro: | Gemini (Roma) |

|           |           |                             |
| Piola 57’ | Marcatori | 2’ Mazza 9’ (aut.) De Togni |

#### Girone di ritorno
| Arbitro: | Massai (Pisa) |

|                  |           |                   |
| Miglioli 6’, 77’ | Marcatori | 59’ (rig.) Burini |

| Arbitro: | Marchese (Frattamaggiore) |

|                          |           |                            |
| Sentimenti IV 77’ (rig.) | Marcatori | 32’, 85’ Piola 60’ Savioni |

| Arbitro: | Agnolin (Bassano del Grappa) |

|                    |           |                            |
| Venturi 63’ (aut.) | Marcatori | 50’ Viciani 76’ Ghersetich |

| Como 15 febbraio 1953 | Como                  | 0 – 0 | Novara | Stadio Giuseppe Sinigaglia\| Arbitro: \| Piemonte (Monfalcone) \| |
| Arbitro:              | Piemonte (Monfalcone) |       |        |                                                                   |

| Arbitro: | Orlandini (Roma) |

|                   |           |  |
| Miglioli 29’, 74’ | Marcatori |  |

| Arbitro: | Piemonte (Monfalcone) |

|           |           |  |
| Testa 83’ | Marcatori |  |

| Arbitro: | Marchetti (Milano) |

|                                   |           |           |
| Feccia 12’ Renica 20’ Savioni 81’ | Marcatori | 69’ Szőke |

| Arbitro: | Marchese (Frattamaggiore) |

|           |           |  |
| Greco 67’ | Marcatori |  |

| Arbitro: | Bellè (Parma) |

|               |           |           |
| J. Hansen 78’ | Marcatori | 27’ Piola |

| Arbitro: | Orlandini (Roma) |

|             |           |  |
| Savioni 82’ | Marcatori |  |

| Arbitro: | Bellè (Parma) |

|  |           |            |
|  | Marcatori | 30’ Vitali |

| Ferrara 12 aprile 1953 | SPAL          | 0 – 0 | Novara | Stadio Comunale (6 000 spett.)\| Arbitro: \| Massai (Pisa) \| |
| Arbitro:               | Massai (Pisa) |       |        |                                                               |

| Arbitro: | Agnolin (Bassano del Grappa) |

|                                           |           |                                              |
| Passarin 15’ Savioni 34’ Piola 56’ (rig.) | Marcatori | 23’ Martegani 41’, 72’ Cavazzuti 88’ Di Maso |

| Arbitro: | Massai (Pisa) |

|                            |           |                                 |
| Visintin 13’ Bertoloni 54’ | Marcatori | 72’ Baira 80’ Janda 90’ Savioni |

| Arbitro: | Bernardi (Bologna) |

|                       |           |  |
| Janda 53’ Savioni 60’ | Marcatori |  |

| Arbitro: | Massai (Pisa) |

|                            |           |            |
| Renica 6’ Savioni 36’, 51’ | Marcatori | 33’ Merlin |

| Arbitro: | Orlandini (Roma) |

|  |           |            |
|  | Marcatori | 38’ Feccia |

## Statistiche

### Statistiche di squadra
| Competizione | Punti | In casa | In casa | In casa | In casa | In casa | In casa | In trasferta | In trasferta | In trasferta | In trasferta | In trasferta | In trasferta | Totale | Totale | Totale | Totale | Totale | Totale | DR |
| Competizione | Punti | G       | V       | N       | P       | Gf      | Gs      | G            | V            | N            | P            | Gf           | Gs           | G      | V      | N      | P      | Gf     | Gs     | DR |
| ------------ | ----- | ------- | ------- | ------- | ------- | ------- | ------- | ------------ | ------------ | ------------ | ------------ | ------------ | ------------ | ------ | ------ | ------ | ------ | ------ | ------ | -- |
| Serie A      | 31    | 17      | 7       | 5       | 5       | 27      | 26      | 17           | 4            | 4            | 9            | 16           | 26           | 34     | 11     | 9      | 14     | 43     | 52     | -9 |

### Statistiche dei giocatori
| Giocatore      | Serie A  | Serie A |
| Giocatore      | Presenze | Reti    |
| -------------- | -------- | ------- |
| L. Alberico    | 14       | 0       |
| A. Baira       | 29       | 2       |
| C. Cernuschi   | 9        | -10     |
| B. Corbani     | 2        | 0       |
| I. Corghi      | 20       | -28     |
| S. Della Casa  | 3        | 0       |
| G. Della Frera | 8        | 0       |
| R. De Togni    | 30       | 0       |
| S. Feccia      | 27       | 2       |
| E. Giraudo     | 1        | 0       |
| L. Janda       | 18       | 4       |
| G. Mainardi    | 8        | 0       |
| R. Miglioli    | 30       | 5       |
| L. Molina      | 22       | 0       |
| L. Padulazzi   | 1        | 0       |
| R. Passarin    | 2        | 1       |
| C. Piccioni    | 13       | 3       |
| S. Piola       | 25       | 9       |
| P. Pombia      | 30       | 0       |
| U. Renica      | 28       | 3       |
| K. Rosen       | 24       | 0       |
| C. Russova     | 5        | -14     |
| M. Savioni     | 25       | 13      |